# Thomas de Marchant et d’Ansembourg
Thomas graaf de Marchant et d’Ansembourg (Ukkel, 17 december 1957) is een voormalig Belgische advocaat die na vijftien jaar juridische praktijk en na bijscholing te hebben gevolgd,  psychotherapeut werd. Hij specialiseert zich in het ten uitvoer brengen van de theorieën van Marshall Rosenberg over geweldloze communicatie . Hij is schrijver van meerdere boeken, die vooral in het Franse taalgebied bestsellers zijn, maar ook in heel wat andere talen verschenen zijn.

## Familie
De Marchant behoort tot een familie die in de zeventiende, achttiende en negentiende eeuwen industrieel waren (maître de forges) in Limburg en Luxemburg. Een eerste opname in de adelstand gebeurde in 1681 voor een Thomas Marchant. De adellijke titel werd onder het Koninkrijk der Nederlanden bevestigd in 1816, met toekenning van de titel van graaf voor alle wettige nakomelingen.
Verschillende leden van de familie waren verbonden aan het hertogelijk hof in het groothertogdom Luxemburg. Andere maakten carrière in Nederland. Enkele leden van de familie namen de Belgische nationaliteit aan.
Thomas d'Ansembourg is het derde van de vijf kinderen van Amaury graaf de Marchant et d'Ansembourg (1930-1999), kabinetschef van de gouverneur van Belgisch Luxemburg, en van Micheline Le Boeuf (1929-1979). Hij heeft als overgrootouders Amaury de Marchant (1849-1926) en Augusta barones d'Anethan (1863-1951), een kleindochter van Théodore Mosselman du Chenoy (1804-1876), die ook de overgrootvader is van koningin Paola van België. 
Thomas d'Ansembourg is in 1998 getrouwd met Valérie de Guerre (°1963), dochter van de Franse generaal Claude de Guerre en van Eugénie gravin Wolff Metternich. Ze hebben drie dochters en wonen in Brussel en Assenois.